# Ernst Friedrich Werndorf
Pour les articles homonymes, voir Wernsdorf.
 (janvier 2016).
Si vous disposez d'ouvrages ou d'articles de référence ou si vous connaissez des sites web de qualité traitant du thème abordé ici, merci de compléter l'article en donnant les références utiles à sa vérifiabilité et en les liant à la section « Notes et références ».
Ernst Friedrich Werndorf est un théologien allemand, frère de Théophile Wernsdorf II, né à Wittemberg le 18 décembre 1718, mort le 28 mai 1782. Il enseigne successivement à l'université de sa ville natale la philosophie, les antiquités ecclésiastiques et la théologie.

## Œuvre
De ritu sternutantibus bene precandi (Leipzig, 1741, in-4<>); i »e Zenobia Palmyrenorum Au ff us ta 
Leipzig-, 1742, in-4°); De statua Memnonis vocali (Hambourg, 1745, in-4") ; De fontibus hisloriai Syrise in libris Afaechabseorum (Leipzig, 1746, in-4°), ouvrage qui fut vivement critiqué par Frœhlieh, auquel le frère aîné de l'auteur répondit par son De fide historica libi'ortDii MaccîtabsBorum; Historia latinae lingitie in sacris publiais (Leipzig, 1756, in-4°) ; Historia templi Hierosolymitani a Constantino exstrueti (Leipzig, 1770, in-4°); De originibus solemnium S. Michaelis (Leipzig, 1773, in-4°).